# Juli (stad)
Juli is een stadsdistrict in het zuidoosten van Peru. Juli ligt in de provincie Chucuito, in de regio Puno van Peru. Het district ligt op 3868 meter boven zeeniveau, aan de oevers van het Titicacameer.
Juli ligt ongeveer 80 km ten zuidoosten van Puno aan de weg die naar Desaguadero en La Paz (Bolivia) leidt. 
Juli ligt in het gebied waar men overwegend Aymara spreekt.

## Geschiedenis
Juli was al voor de komst van de Spanjaarden een nederzetting van de Aymara. Een eerste missiepost werd er gesticht in 1547 door dominicanen. In 1577 werd de missiepost overgedragen aan de jezuïeten, die de stad uitbouwden. Rond 1600 telde de stad ongeveer 15.000 inwoners en vier kerken. De Mechelse jezuïet en kunstschilder Diego de la Puente (Jacob Verbruggen) (1586-1663) was actief in Juli.

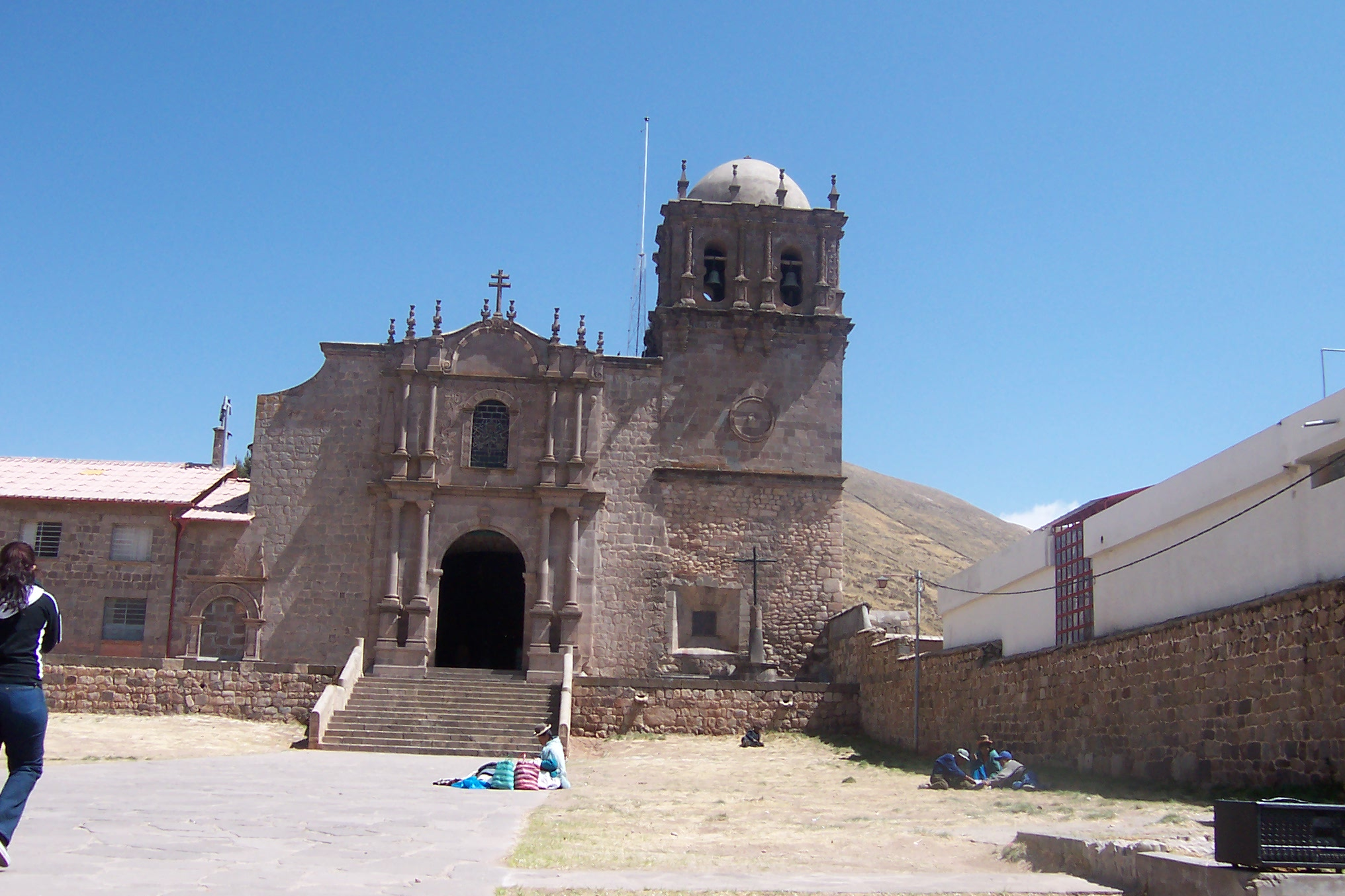
Een van de kerken in Juli